# Juscelinomys huanchacae
Juscelinomys huanchacae is een zoogdier uit de familie van de Cricetidae. De wetenschappelijke naam van de soort werd voor het eerst geldig gepubliceerd door Emmons in 1999.